# 下顎骨
下顎骨（かがくこつ、英: mandible）は頭蓋の最下方に存在する骨である。
以下ではヒトの下顎骨について記述する。

## 概要
下顎骨は上顎骨と対になっている骨であり、顎骨の一種である。頭蓋の顔面骨の中で一番大きく、強い骨である。下顎の歯を釘植する。水平のU字状上に曲がっている下顎体と、その両端に垂直につく二つの下顎枝からなる。

## 部位

### 下顎体
下顎体（かがくたい、英: body of mandible）は下顎骨の前方部分である。
下顎体はU字状（蹄鉄状）をしている。下顎体の下方部分は下顎底（かがくてい、英: base of mandible）、上方部分は下顎骨歯槽部（英: alveolar part of mandible）に二分される。
下顎底の中央部すなわちU字の底部分はオトガイ隆起により前方へ突出し、さらにその外側でもオトガイ結節により前方へ突出している。
下顎骨の外側面は、発生の初期に二つの骨が癒合したことによって生じる弱い隆起がある（参考: 下顎結合）。この隆起は下で別れ、三角形のオトガイ隆起を取り囲む。ちょうど切歯の下の部分にある結合の横には窪みがあり、これを切歯窩といい、オトガイ筋や、口輪筋の一部の起始となる。両側の下顎第二小臼歯の下、下顎体の上下の中間に、オトガイ動脈、オトガイ静脈、オトガイ神経が出るオトガイ孔がある。オトガイ孔の後方から後上方へ斜線が走り、ここから下唇下制筋と口角下制筋が起始する。下顎体の下縁は広頚筋の起始となる。
内側面は左右に凹面である。結合の下部近くに、一組の左右に並んだ棘があり、これをオトガイ舌筋棘と言い、オトガイ舌筋の起始となる。このすぐ下に二組目の棘があり、これをオトガイ舌骨筋棘といい、オトガイ舌骨筋の起始となる。ただし、オトガイ舌骨筋棘は、正中にできる隆線や痕跡である事が多く、オトガイ舌筋棘も融合していたり、存在せず、粗面となっていたりする事もある。オトガイ舌筋棘の上の正中に、孔や溝が存在することがある。これらは骨が結合したラインを示す。オトガイ舌骨筋棘の下の正中線の両側は顎二腹筋前腹のために楕円形の窩がある。これを二腹筋窩という。両側の癒合部下部から後上方へ伸びているのは顎舌骨筋線で、顎舌骨筋の起始となっている。顎舌骨筋線の後部の部分は歯槽縁の近くで、上咽頭収縮筋の一部の起始となっており、翼突下顎縫線へと続く。顎舌骨筋線前部の上方には滑らかな三角形の区画があり、これを舌下腺窩といい、そこに舌下腺が入り、後部の下方には楕円形の顎下腺窩があり、顎下腺が入る。
下顎骨歯槽部（歯槽隆起）では、歯を入れるための大きな穴があいている。穴の数は十六で、深さや大きさは入る歯のサイズによって異なっている。両側の下顎第一大臼歯の有る付近の歯槽隆起には頬筋が起始する。下縁は丸みを帯びており、上縁より長く、正面は後方よりも厚い。下顎体と下顎枝の連結部の下部に外側の顎動脈のための浅い溝がある事もある。
下顎体の下辺はおよそ20~30°傾斜している（フランクフルト-下顎下縁平面角、英: Frankfort mandibular plane angle）。MPAの平均的な角度は人種によって異なる。

#### オトガイ隆起
オトガイ隆起（、英: mental protuberance）は下顎骨下顎底正中にある前方突出部である。
下顎体下縁を水平基準として下顎骨を配置すると下顎骨歯槽部の前縁はおおよそ垂直になる。この前縁を下顎底へ下ろしていくと延長線を超えた前方への突出が見られる。この隆起がオトガイ隆起である。下顎骨のオトガイ隆起は顔のおとがい（いわゆるアゴ先）の内部に位置する。オトガイ隆起はヒトに特有の構造である。

##### ポゴニオン
ポゴニオン（英: pogonion）はオトガイ隆起の最突出点である。略号で Pog あるいは Pg と記される。
おとがい（≠骨）の最突出点は軟組織ポゴニオン（、英: soft tissue pogonion）と呼ばれ、略号で略号で Pog' あるいは Pg' と記される。

#### オトガイ結節
オトガイ結節（、英: mental tubercle）は下顎骨下顎底正中のわきにある張り出しである。
オトガイ結節はオトガイ隆起の両外側に存在し、下顎下縁に近い。下顎骨のオトガイ結節は顔のおとがい（いわゆるアゴ先）の内部に位置する。
下顎骨の正面輪郭はオトガイ結節部で大きな曲率をもつため、オトガイ結節は下顎骨の正面輪郭を左右する。その結果、オトガイ結節の欠損はおとがいの形状を変化させ顔の輪郭を変化させる。またオトガイ結節の張り出し具合には性差があり、女性より男性で強く張り出す傾向がある。女性のアゴ先がスラッと細く男性のアゴ先が四角く太い傾向にあるのはこれによる。美容整形では容貌の改善を目的にオトガイ結節の手術がしばしばおこなわれる。

#### 斜線
斜線（しゃせん、英: oblique line）はオトガイ孔後方から下顎枝前縁へ向けて伸びる下顎体外側の隆起である。
斜線は下顎枝の前縁と連続している。斜線から下唇下制筋や口角下制筋が起始する。

### 下顎枝
下顎枝（かがくし、英: ramus of mandible）は下顎骨の後方部分である。
下顎枝は四辺形で、2つの突起を持つ。外側面の表面は水平で、下部で傾斜した隆線が確認できる。そのほぼ全面が咬筋の停止である。
内側面では、その中央に下歯槽動脈、下歯槽静脈、下歯槽神経の入り口である下顎孔がある。下顎孔の周囲はでこぼこしており、その正面の顕著な隆起は、下顎小舌といい、 蝶下顎靱帯が付く。そしてその後下方には顎舌骨筋神経溝が前下方へ向けて走り、そこを顎舌骨筋動脈や顎舌骨筋神経が走る。この溝の後ろは、内側翼突筋が停止するための粗面となっている。下顎管は下顎枝内を前下方に、下顎体を平行に走行し、歯槽の下で小さな管をだして歯槽と交通している。切歯の所まで到着すると、二本の切歯との交通のために二本の管を残して、オトガイ孔と交通するために戻っていく。骨の後ろ2/3では下顎管は下顎骨の内側面近くに、前方1/3では外側近くに位置している。これは下歯槽動脈、下歯槽静脈、下歯槽神経を含んでおり、その枝（歯枝）がそれぞれの歯に向かう。
下顎枝の下縁は厚く、直線的で、下顎体の下縁と連続している。連結部後縁である下顎角には咬筋・茎突下顎靱帯・内側翼突筋が付着する。下顎枝の前縁は上方が薄く、下方が厚くなっており、斜線で連続している。後縁は厚く、なめらかで、丸まっており、耳下腺が覆っている。上縁は薄く、2つの突起を持っている。前方の筋突起と後方の関節突起であり、間にある深い凹面は下顎切痕という。筋突起は薄く、左右に平らな三角形で、形や大きさは異なっている。筋突起の前縁は凸面で、下顎枝の前縁と連続している。後縁は凹面で、下顎切痕の前縁を作る。側面はなめらかで、側頭筋や咬筋が停止する。内側面は側頭筋が停止し、隆線が頂点近くから、一番後方にある大臼歯の内側へ前下方へ走る。この隆線と前縁との間に三角形の溝があり、これを臼後三角といい、その上部は側頭筋が停止し、下部は頬筋の一部の起始となる。関節突起は筋突起より厚く、二つの部分から成る。下顎頭とそれを支える下顎頸である。下顎頭は顎関節の関節円板と関節面を示す。
筋突起側面の末端では、顎関節の外側靱帯が付く小さな結節がある。下顎頸は筋突起後部では平らであるが、前部、並びに側面では、下に行くにしたがい隆線が強くなる。後面は凸面となっており、前面は凹面となっており、これを翼突筋窩といい、外側翼突筋が停止する。下顎切痕は半月状の陥没で、咬筋動脈や咬筋神経が通る。

#### 下顎角
下顎角（かがくかく、英: angle of mandible）は下顎枝の後下縁部である。
下顎骨を側面から見たとき、下顎体のつくる横長の長方形と下顎枝のつくる縦長の長方形が交わる角が見いだせる。これが下顎角である。美容領域等で俗称される顎の「エラ」は下顎角そのものあるいは筋肉・皮膚含めた下顎角周囲領域を指す。
下顎角の外側面には咬筋浅部の一部が停止する。下顎角の縁には茎突下顎靱帯（英: stylomandibular ligament）の一部が付着する。下顎角の内側面には内側翼突筋の一部が停止する。
下顎角のかどに相当する点を顎角点（がくかくてん、英: gonion、ゴニオン）という。顎角点は下顎体下縁-下顎枝後縁間がなす角（gonial angle; GoA）を二分する線と下顎角縁の交点と定義される。下顎角の角度はGoAを指標としてしばしば計測される。GoAには年齢・性別による傾向があるが、それ以上に個人差が大きい。平均的には約120°の鈍角となっている。
下顎角は外側下方に強く突出している（過形成している）場合があり、これは四角い下顎（Square Mandible）顔貌の要因となる（参考: エラ#形状）。咀嚼筋腱・腱膜過形成症ではしばしば下顎角の過形成がみられ、開口障害の要因になりうる。

##### 下顎角形成術
下顎角形成術（英: mandibular angle plasty）は下顎角形状を改善する手術である。
下顎角形成術では下顎角の外側下方突出を削ったり下顎枝縁を切り取ったりすることで下顎角の位置・角度・厚みを改善する。下顎角形成術は開口障害治療や美容整形（いわゆる「エラ削り」「エラ骨切り」など）を目的として実施される。

## 画像

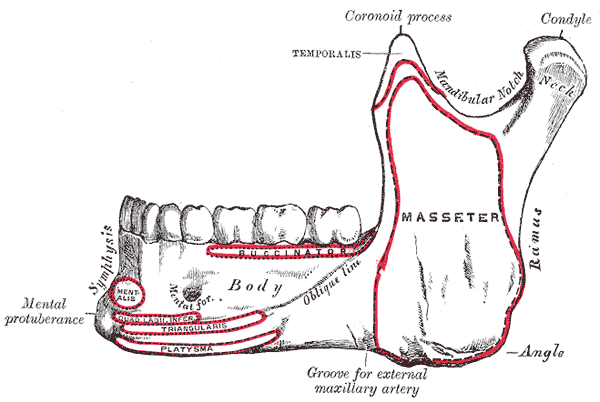
側面から下顎骨の外側表面を見た図。
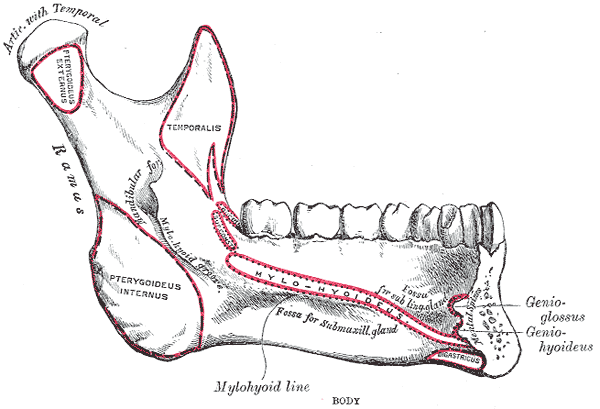
側面から下顎骨の内側表面を見た図。
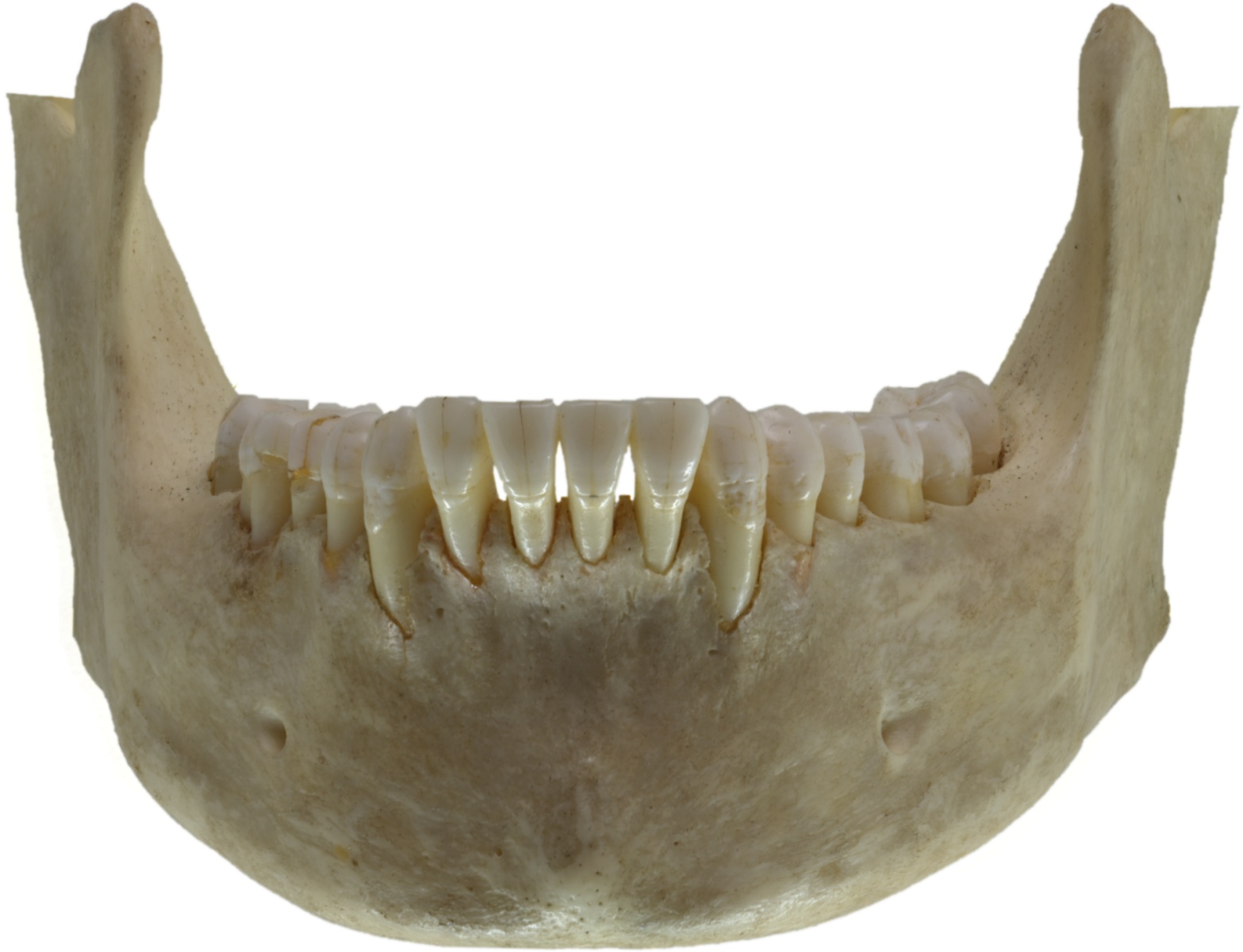
ヒトの下顎骨。正面から見た図。
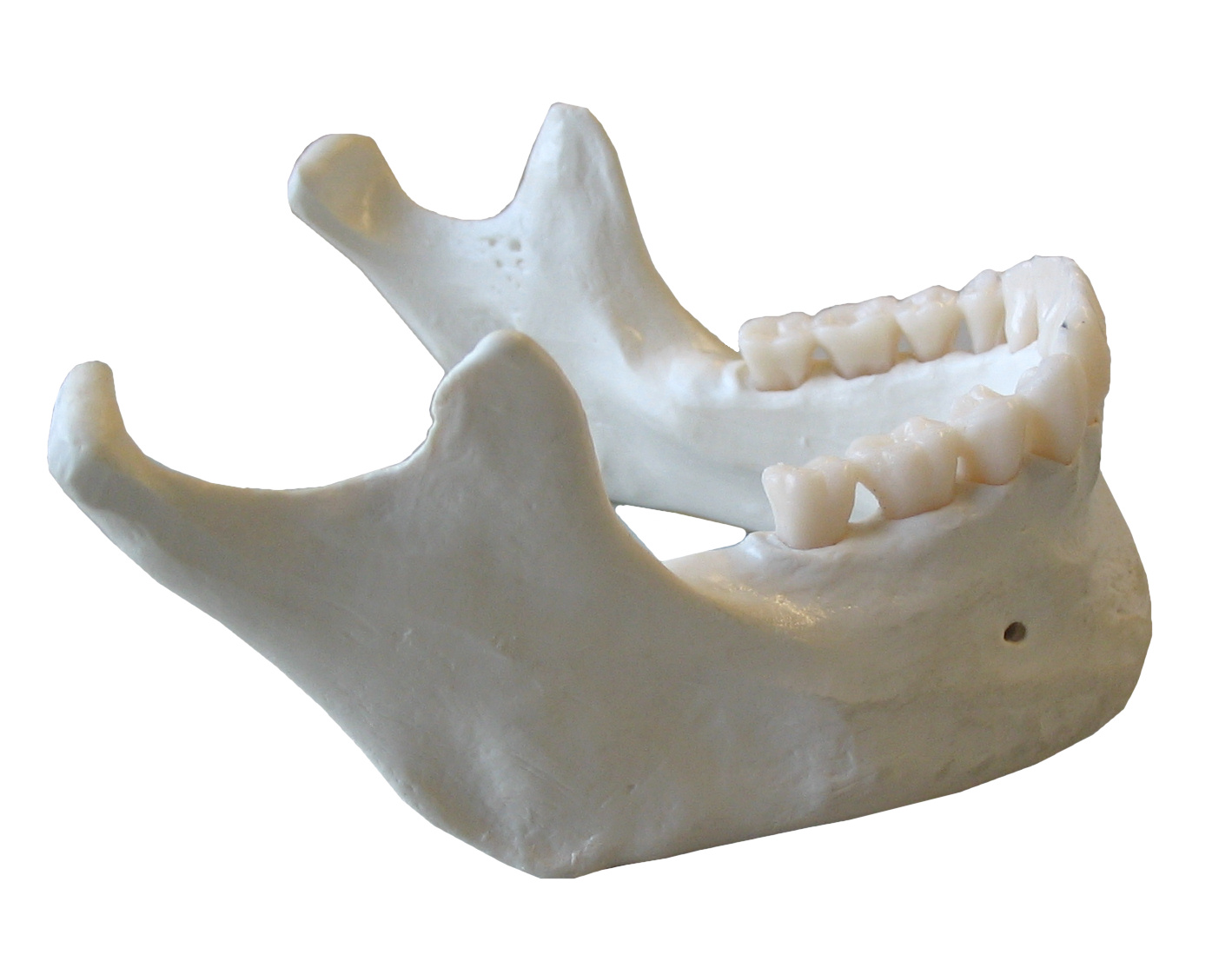
ヒトの下顎骨。側面から見た図。